# プリヴィア

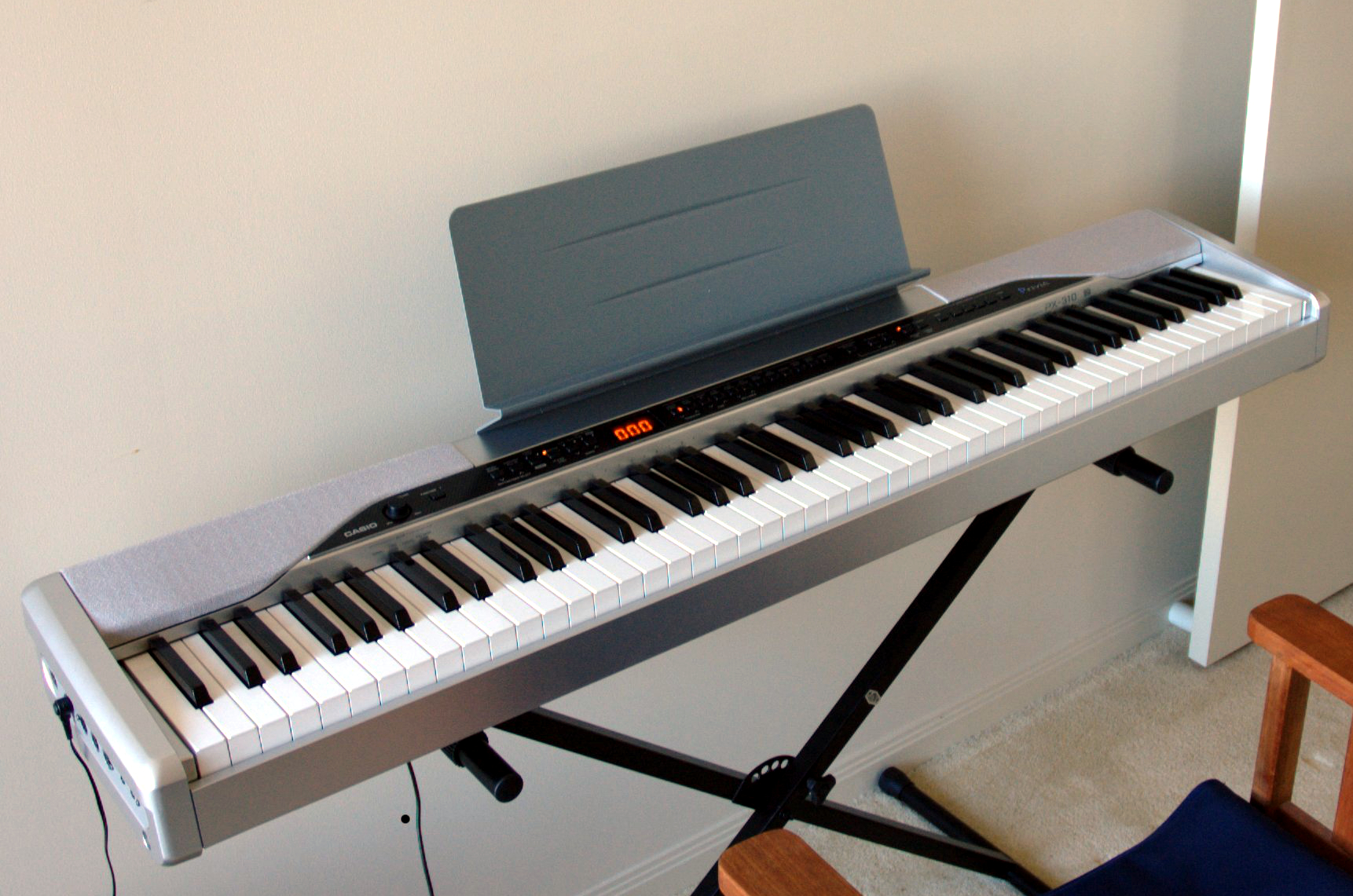
Privia PX-310

プリヴィア (Privia) はカシオ計算機のデジタルピアノのシリーズ名である。

## 概要
これまで同社はデジタルピアノとしてセルヴィアーノシリーズを販売してきたが、プリヴィアシリーズは従来のデジタルピアノとは対照的な、スタイリッシュで小型のデジタルピアノというコンセプトで登場した。名称の由来は、自分の部屋に置ける「Private Piano」を元にした合成語である。当時としては安価な価格設定とコンパクトなボディで新たな市場を開拓した。カシオミュージックサイト、インターネットカラオケ配信サービス、インターネット楽譜配信サービスからデータをダウンロードできる機種もある。

## シリーズのモデル

### スタンド一体型
PX-860（2014年発売）
88鍵盤・マルチ・ディメンショナル・モーフィングAiR・最大同時発音数256・3センサースケーリングハンマーアクション鍵盤Ⅱ（象牙調・黒檀調鍵盤）
PX-800（2006年発売）
88鍵盤・トリプルエレメントAIF音源・最大同時発音数128音・スタンド一体型ハイグレードモデル
PX-760（2014年発売）
88鍵盤・マルチ・ディメンショナル・モーフィングAiR・最大同時発音数128・3センサースケーリングハンマーアクション鍵盤Ⅱ（象牙調・黒檀調鍵盤）
PX-720/720C（2007年発売）
88鍵盤・トリプルエレメントAIF音源・最大同時発音数128音・スタンド一体型モデル
PX-700（2005年発売）
88鍵盤・トリプルエレメントZPI音源・最大同時発音数32音・スタンド一体型モデル

### ステージピアノ
PX-5S（2013年発売）
88鍵盤・マルチ・ディメンショナル・モーフィングAiR・最大同時発音数256・3センサースケーリングハンマーアクション鍵盤Ⅱ（象牙調・黒檀調鍵盤）
PX-560M（2015年発売）
88鍵盤・マルチ・ディメンショナル・モーフィングAiR・最大同時発音数256・3センサースケーリングハンマーアクション鍵盤Ⅱ（象牙調・黒檀調鍵盤）
PX-500L（2003年発売）
88鍵盤・デュアルエレメントHL音源・最大同時発音数32音・鍵盤が光るレッスンガイド「ライトガイド」機能搭載
PX-410R（2006年8月10日発売）
88鍵盤・トリプルエレメントZPI音源・最大同時発音数32音・多機能モデル
PX-360M（2015年発売）
88鍵盤・マルチ・ディメンショナル・モーフィングAiR・最大同時発音数128・3センサースケーリングハンマーアクション鍵盤Ⅱ（象牙調・黒檀調鍵盤）
PX-350M（2012年発売）
88鍵盤・マルチ・ディメンショナル・モーフィングAiR・最大同時発音数128・3センサースケーリングハンマーアクション鍵盤Ⅱ（象牙調・黒檀調鍵盤）
PX-320（2007年発売）
88鍵盤・トリプルエレメントAIF音源・最大同時発音数128音・ステージモデル
PX-310（発売年不明）
88鍵盤・トリプルエレメントZPI音源・最大同時発音数32音・ステージモデル
PX-200（発売年不明）
88鍵盤・トリプルエレメントAIF音源・最大同時発音数128音・ハイグレードモデル
PX-160（2015年発売）
88鍵盤・マルチ・ディメンショナル・モーフィングAiR・最大同時発音数128・3センサースケーリングハンマーアクション鍵盤Ⅱ（象牙調・黒檀調鍵盤）
PX-150（2012年発売）
88鍵盤・マルチ・ディメンショナル・モーフィングAiR・最大同時発音数128・3センサースケーリングハンマーアクション鍵盤Ⅱ（象牙調・黒檀調鍵盤）
PX-120DK（2007年発売）
88鍵盤・トリプルエレメントAIF音源・最大同時発音数128音・ベーシックモデル
PX-110（発売年不明）
88鍵盤・トリプルエレメントZPI音源・最大同時発音数32音・ベーシックモデル